# Banco Comercial Português
Pour les articles homonymes, voir BCP.
Banco Comercial Português (BCP) est une banque portugaise membre de l'indice PSI-20 et du Next 150. Elle est présente au Portugal sous le nom de Millenium BCP et en Belgique et au Luxembourg sous le nom de Banque BCP. Elle est aussi présente dans d'autres pays. Elle est cotée en bourse Euronext (code BCP).

## Histoire

### BCP Portugal
En octobre 2014, Banco Comercial Português a échoué avec 24 autres banques aux tests de résistances de la Banque centrale européenne (BCE) et de l'autorité bancaire européenne.

### BCP France
La Banque BCP est née en 2001 de la fusion des succursales françaises des plus anciens établissements financiers portugais, ayant rejoint le Groupe BCP devenu Millennium bcp, successivement en 1995 et 2000 : Banco Mello et Banco Pinto & Sotto Mayor et de 50 % des activités de la Banco Popular Comercial, qui avait intégré en 1992 Banco Português do Atlântico, un autre établissement financier portugais de premier plan, racheté par le Groupe BCP.
En juillet 2006, au terme d’un accord de partenariat à long terme conclu avec Millennium bcp, le Groupe Caisse d’Épargne devient l’actionnaire majoritaire de la Banque BCP.

### BCP Luxembourg
L’origine de la Banque BCP au Luxembourg remonte à 1967, année de constitution de la Banque Troillet, qui deviendra la banque Interatlantique en 1978 puis la banque Portugaise du Luxembourg en 1983.
Dans un marché bancaire et financier luxembourgeois très concurrentiel (ce pays de 512 000 habitants ne comptant pas moins de 152 banques implantées sur son territoire), la Banque BCP devient un véritable pont économique avec le Portugal et un support aux initiatives de développement local pour les quelque 80 000 Portugais résidant au Luxembourg.
Durant les années 80, plusieurs banques de capitaux portugais prennent successivement son contrôle, notamment en 1988 où elle est présidée par la Uniã De Banco Portuguese, puis en 1997 par la Banco Mello, lui permettant de consolider sa position tant au niveau opérationnel qu’au niveau des relations interbancaires et client.
La banque BCP compte aujourd’hui 70 employés et un réseau d’agences installées à travers le Luxembourg.
En juillet 2006, au terme d’un accord de partenariat conclu avec Millenium BCP, le Groupe Caisse d’Epargne, devient l’actionnaire majoritaire de la Banque BCP au Luxembourg. Depuis juillet 2009, elle appartient au Groupe BPCE.
Depuis 2021, elle est filiale de la banque régionale française Banque Populaire Alsace Lorraine Champagne.

## Actionnaires
Liste des principaux actionnaires au 30 octobre 2021 :
| Nom                                  | Actions |
| Fosun International                  | 29,9%   |
| Gouvernement de l'Angola             | 19,5%   |
| Ageas                                | 2,06%   |
| BlackRock Investment Management (UK) | 1,91%   |
| Norges Bank Investment Management    | 1,57%   |
| Dimensional Fund Advisors            | 1,52%   |
| The Vanguard Group                   | 1,40%   |
| T. Rowe Price International          | 1,03%   |
| DWS Investments (UK)                 | 0,48%   |
| Grantham, Mayo, Van Otterloo & Co.   | 0,37%   |

## Implantations
Date d'ouverture de la première agence :
- Au Luxembourg : 1976

## Produits et services
La Banque BCP dispose d’une offre de produits et de services diversifiée  allant des traditionnels dépôts et crédit, notamment immobilier, à la vente de cartes de crédit, au cross-selling amplifié avec le Groupe BPCE, et aux produits issus du partenariat bancassurance.